# ISO 639-1
ISO 639-1 je prvi deo međunarodnog standarda ISO 639 (koji definiše kodove za nazive jezika). Čini ga 136 dvoslovnih kodova glavnih svetskih jezika.
Na primer
- srpski jezik je označen sa
- hrvatski jezik je označen sa
- bošnjački jezik je označen sa

dok je 
- engleski jezik je označen sa
- nemački jezik je označen sa
- francuski jezik je označena

Za oznake ostallih jezika pogledajte spisak oznaka.
Ovaj standard je proglašen 2002, ali već i pre toga je postojao kao predlog. Njegovu upotrebu preporučuje RFC 1766 od marta 1995. a RFC 3066 od januara 2001. Registracioni autoritet za kodove ISO 639-1 je Infoterm (International Information Center for Terminology).